# Aud Wilken
Aud Wilken (Berlín, 1965) es una cantante danesa, conocida principalmente por su participación en el Festival de Eurovisión 1995.

## Biografía
Hija de padre danés y madre alemana, vivió en la República Democrática Alemana hasta 1974, año en el que su familia se trasladó a Dinamarca. Su debut musical se produjo en 1988 con la publicación del álbum Midnight at the Grooveyard de la banda de post-punk The Overlords. Luego apareció en el álbum The Poets de la banda del mismo nombre en 1990. Posteriormente trabajó con el músico danés Martin Hall.

## Festival de Eurovisión
En 1995 Aud alcanzó la fama al ganar el Dansk Melodi Grand Prix con la canción Fra Mols til Skagen (Desde Mols hasta Skagen). Aud participó en el Festival de la Canción de Eurovisión 1995, celebrado en Dublín, Irlanda. Al final de la votación, consiguió un 5º puesto con 92 puntos, consiguiendo la mejor posición de Dinamarca desde 1989.

## Carrera posterior
En 1999 participó en la recogida de fondos para los refugiados de Kosovo con la canción Selv en dråbe. También en 1999 publicó un CD titulado Diamond in the rough (producido por Kasper Winding y Thomas Blachman. En 2007 volvió a participar en el Grand Melodi Grand Prix con el tema Husker du, pero no consiguió pasar a la final danesa.